# Daphnopsis oblongifolia
Daphnopsis oblongifolia är en tibastväxtart som beskrevs av Nathaniel Lord Britton och P. Wils.. Daphnopsis oblongifolia ingår i släktet Daphnopsis och familjen tibastväxter. Inga underarter finns listade i Catalogue of Life.